# Chevrolet Classic Six
La Classic Six (anche conosciuta come Serie C) è stata un'autovettura full-size prodotta dalla Chevrolet dal 1911 al 1913. È stato il primo modello assemblato dalla casa automobilistica statunitense. La Serie C Classic Six è stata offerta con un solo tipo di carrozzeria, torpedo quattro porte.

## Il contesto
Costruita nel periodo pionieristico della storia dell'automobile, è stata una delle poche Chevrolet prodotte mentre Louis Chevrolet collaborava ancora con la Chevrolet. I modelli Chevrolet che seguirono la Serie C Classic Six erano meno grandi, meno potenti e quindi meno costosi. Infatti, negli anni in cui la Serie C Classic Six fu produzione, William Durant aveva in progetto vetture più economiche, al contrario di Louis Chevrolet, che invece amava particolarmente questo modello.

## La prima Chevrolet
La Chevrolet Series C, chiamata anche Chevrolet Classic Six (Series C), Chevrolet Model C, oppure, semplicemente the Chevrolet (cioè “la Chevrolet”, dato che non erano commercializzati altri modelli), fu il primo modello prodotto dalla casa automobilistica statunitense.
Aveva installato un motore anteriore a sei cilindri, un cambio a tre rapporti ed una frizione a cono montata nel retrotreno. Nel momento in cui la Chevrolet entrò nel mercato automobilistico, Henry Ford stava commercializzando, già da tre anni ed in sei modelli, la più economica Model T. Le Chevrolet successive alla Serie C Classic Six, sviluppate sotto la supervisione di Durant, furono dei modelli meno costosi dotati di motore a quattro cilindri. In questo modo, furono in competizione con la Model T. La Serie C Classic Six, comunque, era in grado di raggiungere la velocità di 65 mph, quindi poteva competere con i modelli di autovettura ad alte prestazioni presenti all'epoca. L'equipaggiamento montato di serie comprendeva il motorino di avviamento, una capote pieghevole, la cassetta per gli attrezzi, dei fanali anteriori elettrici e delle luci alla base del parabrezza.

### Stile europeo
Disegnata da Etienne Planche sotto la direzione di Louis Chevrolet, la Serie C Classic Six possedeva dei predellini laterali piuttosto bassi, che la facevano assomigliare alle vetture europee dell'epoca. La griglia del radiatore e l'emblema Chevrolet erano di color argento (lo stemma storico a croce della Chevrolet comparve solo nel 1914 sulla Serie H), mentre la carrozzeria, il telaio  ed i cerchioni erano blu Chevrolet. Il cofano, parafanghi ed i paraspruzzi erano di colore nero. Sulla carrozzeria e sui cerchioni erano presenti delle decorazioni color grigio chiaro.

## Il motore
Il motore montato sulla prima Chevrolet aveva una cilindrata di 4.898 cm³, era raffereddato a liquido e produceva una potenza di 40 CV. I cilindri erano sei in linea. Il monoblocco in ghisa era fuso in tre blocchi bicilindrici. Questo propulsore era a valvole laterali contrapposte (in inglese T-head engine), e si distingueva dai motori a valvole laterali a configurazione più comune (L-head engine) dalla disposizione delle valvole stesse. Nel motore della Serie C Classic Six, le valvole d’aspirazione erano installate da una parte del monoblocco, mentre le valvole di scarico dall'altra, causando la necessità di due alberi a camme. Visto dall'estremità dell'albero motore, in sezione, il cilindro ed i condotti di aspirazione e scarico formavano una T, da cui il nome in lingua inglese (nel motore L-head engine le valvole di aspirazione e scarico sono sempre laterali, ma sono installate tutte sullo stesso lato dei cilindri, e quindi i relativi condotti ed i cilindri disegnano una “L”). Questo motore da 4.898 cm³ era piuttosto grande per gli standard dell'epoca, ed era l'unico disponibile per il modello. All'inizio, l'avviamento era formato da un magnete Simms con starter ad aria compressa, ma successivamente fu predisposto un avviamento elettrico Gray e Davis. Questo motore fu il più grande mai installato su una Chevrolet fino ad un propulsore da 5.703 cm³ del 1958.
Questo motore era accoppiato ad un cambio a tre rapporti montato nel retrotreno. La frizione era a cono. Il motore era anteriore, mentre la trazione era posteriore.

## Esemplari prodotti
| Anno | Produzione    | Prezzo base   | Peso       | Note      |
| ---- | ------------- | ------------- | ---------- | --------- |
| 1911 | 1             | N/A           | 3.500 lbs  | prototipo |
| 1912 | 2.998 (circa) | $ 2.150       | 3,500 lbs  |           |
| 1913 | 5.987 (circa) | $ 2.500       | 3.750 lbs. |           |
|      | Totale        | 8.986 (circa) |            |           |